# Teranodes otwayensis
Espèce
Synonymes
- Bymainiella otwayensis Raven, 1978

Teranodes otwayensis est une espèce d'araignées mygalomorphes de la famille des Hexathelidae.

## Distribution
Cette espèce est endémique du Victoria en Australie.

## Étymologie
Son nom d'espèce, composé de otway et du suffixe latin -ensis, « qui vit dans, qui habite », lui a été donné en référence au lieu de sa découverte, les Otway Ranges.

## Publication originale
- Raven, 1978 : Systematics of the spider subfamily Hexathelinae (Dipluridae: Mygalomorphae: Arachnida). Australian Journal of Zoology Supplementary Series, no 65, p. 1-75.